# Eucharia monacha
Eucharia monacha là một loài bướm đêm thuộc phân họ Arctiinae, họ Erebidae.